# Ernst May

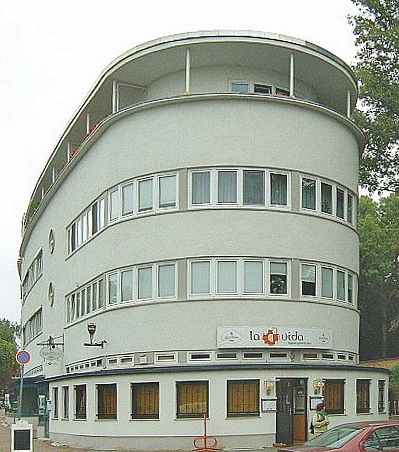
El Rundling, en el barrio de Römerstadt en Fráncfort del Meno.

Ernst May (Fráncfort del Meno, 27 de julio de 1886 - Hamburgo, 11 de septiembre de 1970) fue un arquitecto alemán, adscrito al expresionismo. 
En 1921 participó en el concurso para el plan regulador de Breslau, y de 1925 a 1930 ocupó el cargo de asesor del ayuntamiento de Frankfurt, para el que hizo un plan regulador y numerosos barrios residenciales: Römerstadt, Praunheim, Westhausen, Höhenblick. Fue el fundador y director de la revista Zeitschrift Das Neue Frankfurt (1926-1930).
En 1930 se trasladó a la URSS, donde permaneció tres años, realizando proyectos para nuevas ciudades industriales y proponiendo la expansión de Moscú (1932). Después trabajó en Kenia y Uganda hasta 1954.

## Obras
- Barrios de viviendas rurales en Silesia (1919 - 1925)
- Escuela experimental de Bornheimer Hang (1928 - 1930)
- Escuela y clínica en Kisumu, Kenia (1950 - 1951)
- Centros residenciales Grünhöfe, Bremerhaven (1954 - 1955)
- Centros residenciales Neue Altona, Hamburgo (1955)

- Datos: Q61622
- Multimedia: Ernst May / Q61622